# 安娜黑領雀
安娜黑領雀是夏威夷一種細小的管舌鳥，已經滅絕。只曾在柯哈拉、希洛及科納的山區森林見到牠們。化石遺骸顯示牠們曾在其他夏威夷島嶼上生存。

## 特徵
安娜黑領雀約11厘米長。牠們整體呈紅色，頭部、喉嚨及上背部都是呈銀灰色。冠、雙翼、胸部、肩膀及尾巴都呈黑色，而三級飛羽則呈白色。腳及喙都是黃色的。雛鳥整體呈褐色，胸部呈藍灰色，雙翼及尾巴都是黑色的，而背部則是綠褐色的。

## 滅絕
安娜黑領雀相信是吃及完全依賴斐濟櫚屬的種子及花朵，故這些植物的衰落亦代表著牠們的命運。最後見到安娜黑領雀是於1892年，另於1937年亦有指見過類似色彩鮮艷的雀鳥，但未經證實。

## 外部連結
- BirdLife Species Factsheet （页面存档备份，存于）